# Szuha Reka vára
Szuha Reka egy középkori vár volt Horvátországban, a Kapronca-Kőrös megyei Szentgyörgyvárhoz tartozó Sirova Katalena település területén.

## Fekvése
Sirova Katalena falu templomától délre, azon a termékeny síkságon, melyet Grmulicának neveznek, egy nagyméretű település nyomai vehetők észre. Ennek a közepén bizonyosan egy kör alakú, kettős, de az is lehet, hogy hármas árokkal körülvett erődítmény állt. A várnak azonban manapság már csak az alig kivehető maradványai figyelhetők meg.

## Története
A Katalena elnevezés, mely ma falunévként a Sirova mellett a Suha előtagot is viseli újabb képződmény. Lehetséges, hogy a magyar Katalin névből, vagy a Szent Katalin kápolna nevéből származik. A település ősi neve a Szuha Reka volt, amit először Mosinhe várának (a mai Šandrovac) határleírásánál „Zuha Reka” alakban említettek meg. Ezt 1293-ban Musinai Henrik bán ajándékozta Kristóf fiainak, Péter és Iván ispánoknak. Ennek birtoknak a határai ma is létező dűlőnevek mellett húzódtak. Ilyen dűlőnevek a Meglich, a mai Maglenči, valamint a Katalena, mely akkoriban a Mušinjiakhoz tartozott. Szuha Reka birtokosa ekkor Belus bán fia István volt. A falu régi a nevét gyorsan elfelejtették, a település elpusztult és csak 1581-ben kezdték említeni Katalenaként. Ez a falu is, mint a közeli falvak a török kiűzése után, 1700 körül kezdett újratelepülni. 1789-ig a kloštar podravski plébánia része volt, majd Maksimilijan Vrhovac püspök az akkor kozarevaci plébániához csatolta és ma is ennek a filiája. Trianonig Belovár-Kőrös vármegye Szentgyörgyi járásához tartozott. Az 1860-as esztendőben 33 portája és 360 lakosa volt.

## A vár mai állapota
A várból mára már csak alig kivehető maradványok láthatók. A szántások során 15. századi cseréptöredékeket találtak. Innen keletebbre, a vasútvonal közelében, egy magaslat található, mely bizonyosan valamilyen őrtorony, vagy hasonló maradványa. A völgytől északra haladt el egykor a murvából épített római út.